# Lorena Beaurregard de los Santos
Lorena Beaurregard de los Santos (Macuspana, Tabasco; 8 de septiembre de 1962) es una política mexicana, miembro del Partido Revolucionario Institucional. Fue diputada federal de 2000 a 2003.

## Biografía
Tiene estudios truncos de Ciencias de la Salud en la Universidad Juárez Autónoma de Tabasco y de Ciencias Políticas e Integración Latinoamericana en la Universidad Complutense de Madrid. Cuenta con un diplomado en Estrategias y Servicios en Administración Pública por el Instituto Tecnológico y de Estudios Superiores de Monterrey (ITESM).
Es miembro del PRI desde 1982. Se ha dedicado principalmente al periodismo y la producción televisiva, ocupando cargos como coordinadora de producción de la Dirección General de Radio, Televisión y Cinematografía de la Secretaría de Gobernación, coordinadora de producción de la entonces televisora estatal Imevisión y coordinadora y directora de programación televisiva de la televisora estatal de Tabasco.
En 1987, fue integrante de la denominada Corriente Democrática del PRI, lidereada por Cuauhtémoc Cárdenas y Porfirio Muñoz Ledo, aunque ella nunca renunció a su militancia al partido. En 1990 fue coordinadora estatal de la corriente crítica del PRI en Tabasco, posteriormente sería integrante de la agrupación política Democracia XXI, y presidenta y coordinadora estatal de la corriente Opinión Democrática para el Cambio, del PRI en Tabasco. Fue colaboradora de la revista «Etcétera» y en 1992	fue conductora y directora de un programa radiofónico en la estación XEVA de Villahermosa.
En 1999 fue coordinadora de estrategia electoral en la precampaña del PRI para elegir candidato a la presidencia de México en las elecciones de 2000, y en las elecciones de dicho año fue elegida diputada federal por el principio de representación proporcional a la LVIII Legislatura que concluyó en 2003. En esta legialatura fue secretaria de la comisión de Radio, Televisión y Cinematografía; e integrante de las comisiones de Energía; de Población, Fronteras y Asuntos Migratorios; y, de Vivienda.
Durante su periodo como diputada federal, fue coordinadora de los diputados tabasqueños y desde ese cargo se enfrentó con Roberto Madrazo Pintado, quien había sido gobernador de Tabasco, aspirante a la candidatura del PRI a la presidencia de México y luego presidente nacional del PRI. En las elecciones de 2009 fue elegida diputada a la LX Legislatura del Congreso del Estado de Tabasco por el principio de representación proporcional, fungiendo como tal de 2010 a 2012.
En 2023 manifestó su interés es ser candidata a gobernadora de Tabasco en las elecciones de 2024, siendo registrada como aspirante de Fuerza y Corazón por México.